# Harry Potter: Wizards Unite
Harry Potter: Wizards Unite fue un videojuego para móviles de realidad aumentada basado en la ubicación desarrollado en conjunto por Niantic y Warner Bros. Games.
Harry Potter: Wizards Unite se anunció el 8 de noviembre de 2017, como un juego móvil de realidad aumentada desarrollado por Niantic y WB Games San Francisco. Los jugadores pueden visitar lugares del mundo real mientras lanzan hechizos, descubren artefactos misteriosos y se encuentran con personajes icónicos y bestias legendarias del universo de Harry Potter. El juego se inspira en los juegos AR anteriores Pokémon GO e Ingress.
Con la compra de Niantic de Escher Reality, se espera que el juego implemente una nueva tecnología para permitir mundos persistentes dentro de AR. El 14 de noviembre de 2018, se confirmó que el juego se lanzaría en 2019.
En noviembre de 2021 se anunció que el juego iba a ser descontinuado el 31 de enero de 2022.